# Kenny Smith
Kenneth Wayne Smith, detto Kenny (Queens, 8 marzo 1965), è un ex cestista statunitense, professionista nella NBA.

## Carriera
Kenny è nato nel Queens, quartiere di New York, nel 1965 e ha frequentato la Archbishop Molloy High School, dove è stato allenato dal grande coach Jack Curran. Nel 1983 si diploma per poi andare alla UNC, dove viene allenato da Dean Smith.
Nel 1987 viene scelto come sesta scelta assoluta dai Sacramento Kings. La sua carriera, durata dieci anni, lo vedrà giocare in città come Atlanta, Houston (dove vincerà due titoli consecutivi, nel 1994 e 1995), Detroit, Orlando e Denver, segnando 9397 punti e 4073 assist.
Già dal 1998, l'anno successivo al suo ritiro, comincia a lavorare come giornalista sportivo e attualmente continua ad occuparsi di NBA nel programma Inside the NBA su TNT, dove viene affiancato dal giornalista Ernie Johnson Jr. e da altri due grandi ex cestisti, Shaquille O'Neal e Charles Barkley.

## Statistiche
| † | Denota le stagioni in cui ha vinto il titolo |
| * | Primo nella lega                             |

### NCAA
| Anno      | Squadra             | PG  | PT | MP   | TC%  | 3P%  | TL%  | RP  | AP  | PRP | SP  | PP   |
| --------- | ------------------- | --- | -- | ---- | ---- | ---- | ---- | --- | --- | --- | --- | ---- |
| 1983-1984 | N. Carol. Tar Heels | 23  | -  | 29,0 | 51,9 | -    | 80,0 | 1,7 | 5,0 | 1,2 | 0,0 | 9,1  |
| 1984-1985 | N. Carol. Tar Heels | 36  | -  | 37,5 | 51,8 | -    | 86,0 | 2,6 | 6,5 | 1,8 | 0,0 | 12,3 |
| 1985-1986 | N. Carol. Tar Heels | 34  | 34 | 32,6 | 51,6 | -    | 80,8 | 2,2 | 6,2 | 1,5 | 0,1 | 12,0 |
| 1986-1987 | N. Carol. Tar Heels | 34  | 34 | 32,1 | 50,2 | 40,8 | 80,7 | 2,2 | 6,1 | 1,5 | 0,1 | 16,9 |
| Carriera  | Carriera            | 127 | 68 | 33,2 | 51,2 | 40,8 | 82,3 | 2,2 | 6,0 | 1,5 | 0,0 | 12,9 |

### NBA

#### Regular season
| Anno       | Squadra          | PG  | PT  | MP   | TC%  | 3P%  | TL%  | RP  | AP  | PRP | SP  | PP   |
| ---------- | ---------------- | --- | --- | ---- | ---- | ---- | ---- | --- | --- | --- | --- | ---- |
| 1987-1988  | Sacramento Kings | 61  | 60  | 35,6 | 47,7 | 30,8 | 81,9 | 2,3 | 7,1 | 1,5 | 0,1 | 13,8 |
| 1988-1989  | Sacramento Kings | 81  | 81  | 38,8 | 46,2 | 35,9 | 73,7 | 2,8 | 7,7 | 1,3 | 0,1 | 17,3 |
| 1989-1990  | Sacramento Kings | 46  | 46  | 38,0 | 46,1 | 37,3 | 80,9 | 2,6 | 6,6 | 1,2 | 0,2 | 15,0 |
| 1989-1990  | Atlanta Hawks    | 33  | 5   | 20,4 | 48,0 | 16,7 | 84,6 | 1,1 | 4,3 | 0,7 | 0,0 | 7,7  |
| 1990-1991  | Houston Rockets  | 78  | 78  | 34,6 | 52,0 | 36,3 | 84,4 | 2,1 | 7,1 | 1,4 | 0,1 | 17,7 |
| 1991-1992  | Houston Rockets  | 81  | 80  | 33,8 | 47,5 | 39,4 | 86,6 | 2,2 | 6,9 | 1,3 | 0,1 | 14,0 |
| 1992-1993  | Houston Rockets  | 82  | 82  | 29,5 | 52,0 | 43,8 | 87,8 | 2,0 | 5,4 | 1,0 | 0,1 | 13,0 |
| 1993-1994† | Houston Rockets  | 78  | 78  | 28,3 | 48,0 | 40,5 | 87,1 | 1,8 | 4,2 | 0,8 | 0,1 | 11,6 |
| 1994-1995† | Houston Rockets  | 81  | 81  | 25,1 | 48,4 | 42,9 | 85,1 | 1,9 | 4,0 | 0,9 | 0,1 | 10,4 |
| 1995-1996  | Houston Rockets  | 68  | 56  | 23,8 | 43,3 | 38,2 | 82,1 | 1,4 | 3,6 | 0,7 | 0,0 | 8,5  |
| 1996-1997  | Detroit Pistons  | 9   | 0   | 7,1  | 40,0 | 50,0 | 100  | 0,6 | 1,1 | 0,1 | 0,0 | 2,6  |
| 1996-1997  | Orlando Magic    | 6   | 0   | 7,8  | 46,2 | 60,0 | 100  | 0,3 | 0,7 | 0,0 | 0,0 | 2,8  |
| 1996-1997  | Denver Nuggets   | 33  | 3   | 19,8 | 42,2 | 42,5 | 85,4 | 1,1 | 3,1 | 0,5 | 0,0 | 7,9  |
| Carriera   | Carriera         | 737 | 650 | 30,1 | 48,0 | 39,9 | 82,9 | 2,0 | 5,5 | 1,0 | 0,1 | 12,8 |

#### Play-off
| Anno     | Squadra         | PG | PT | MP   | TC%  | 3P%  | TL%  | RP  | AP  | PRP | SP  | PP   |
| -------- | --------------- | -- | -- | ---- | ---- | ---- | ---- | --- | --- | --- | --- | ---- |
| 1991     | Houston Rockets | 3  | 3  | 37,7 | 47,4 | 50,0 | 88,9 | 2,7 | 8,0 | 1,3 | 0,3 | 15,3 |
| 1993     | Houston Rockets | 12 | 12 | 32,6 | 49,2 | 50,0 | 77,8 | 2,0 | 4,2 | 0,8 | 0,1 | 14,8 |
| 1994†    | Houston Rockets | 23 | 23 | 30,3 | 45,5 | 44,7 | 80,8 | 2,3 | 4,1 | 0,9 | 0,2 | 10,8 |
| 1995†    | Houston Rockets | 22 | 22 | 29,6 | 43,8 | 44,2 | 90,0 | 2,2 | 4,5 | 0,6 | 0,1 | 10,8 |
| 1996     | Houston Rockets | 8  | 8  | 23,9 | 43,4 | 38,7 | 100* | 1,5 | 4,8 | 0,6 | 0,0 | 8,9  |
| Carriera | Carriera        | 68 | 68 | 30,0 | 45,7 | 44,8 | 84,7 | 2,2 | 4,5 | 0,8 | 0,1 | 11,5 |

#### Massimi in carriera
- Massimo di punti: 41 vs Los Angeles Lakers (26 dicembre 1993)[1]
- Massimo di rimbalzi: 8 (3 volte)
- Massimo di assist: 17 vs Los Angeles Lakers (31 marzo 1992)
- Massimo di palle rubate: 7 vs Houston Rockets (19 marzo 1988)
- Massimo di stoppate: 2 (6 volte)
- Massimo di minuti giocati: 50 vs San Antonio Spurs (4 gennaio 1992)

## Palmarès
- Campionato NBA: 2

Houston Rockets: 1994, 1995
- McDonald's All-American Game (1983)
- NCAA AP All-America First Team (1987)
- NBA All-Rookie First Team (1988)

### Nazionale
- Medaglia d'oro ai mondiali di Spagna 1986